# Приятелі
«Приятелі» — радянський художній фільм 1940 року, знятий режисером Михайлом Гавронським на кіностудії «Ленфільм».

## Сюжет
Десятикласник Ілля Корзун (Михайло Кузнецов), син відомого авіаконструктора, вважає себе цілком підготовленим для творчої роботи. Він захоплений винаходом механізму для автоматичного розкриття парашута, запускає навчання, свариться з приятелями і, нарешті, кидає школу. Друзі засуджують його поведінку. Тим часом конструкція талановитого юнака успішно проходить випробування. Однак з'ясовується, що у винахід Іллі суттєві доповнення внесла досвідчена парашутистка Варвара Дубецька. Ілля переконується, що слава переможця ним не заслужена. Він повертається в школу і мириться з друзями.

## У ролях
- Михайло Кузнецов — Ілля Корзун
- Тамара Альошина — Ірина
- Володимир Гардін — Федір Хомич
- Василь Меркур'єв — епізод
- Борис Пославський — Федір Хомич
- Костянтин Сорокін — Жора
- Борис Терентьєв — Корзун-старший
- Володимир Шишкін — Адащик
- Олена Юнгер — вчителька
- Зінаїда Карпова — Варя
- Олег Ліпкин — Микита
- Іван Кузнецов — майор Агєєв
- Василь Нікітін — Іванко

## Знімальна група
- Режисер — Михайло Гавронський
- Сценарист — Микола Таубе
- Оператор — Євген Шапіро
- Композитор — Василь Соловйов-Сєдой
- Художник — Віктор Савостін